# Liga das Nações da CONCACAF C de 2024–25
A Liga das Nações da CONCACAF C de 2024–25 foi a terceira e última divisão da edição 2024–25 da Liga das Nações da CONCACAF, foi a quarta temporada da competição de futebol que envolve as 9 seleções nacionais masculinas de futebol afiliadas a CONCACAF.

## Formato
A Liga C mantém o mesmo formato introduzido na edição de 2023–24, porém nesta edição houve, inclusive uma fase de play-in após o término da fase de grupos. Além disso, as partidas do grupo foram disputadas em locais centralizados.
As nove seleções participantes foram divididas em três grupos de três seleções, e cada grupo foi disputado em turno e returno, com partidas sendo realizadas nas datas FIFA em setembro e outubro de 2024. O primeiro colocado de cada grupo e o melhor segundo colocado entre todos os grupos não só foram promovidos para a Liga das Nações da CONCACAF B de 2026–27, mas também avançaram para a fase de play-in, na qual se juntaram com as quatro seleções da Liga A para competir, para se classificar para as Eliminatórias da Copa Ouro da CONCACAF de 2025.

## Seleções
Um total de nove seleções disputam a Liga C, incluindo as cinco equipes que não conseguiram ser promovidos na temporada passada e quatro times rebaixados da Liga B de 2023–24.
| Promovidos para Liga das Nações da CONCACAF B de 2024–25 |
| -------------------------------------------------------- |
| - Aruba - Bonaire - Dominica - São Martinho Francês      |

| Rebaixados da Liga das Nações da CONCACAF B de 2023–24 |
| ------------------------------------------------------ |
| - Bahamas - Barbados - Belize - São Cristóvão e Neves  |

### Sorteio
O sorteio para a fase de grupos foi realizado em 6 de maio de 2024 em Miami, Estados Unidos, onde as nove equipes envolvidas foram divididas em três grupos de três. O sorteio começou selecionando aleatoriamente um time do Pote 1 e colocando-os no Grupo A e então selecionando os times restantes do Pote 1 e colocando-os nos grupos B e C em ordem sequencial. O sorteio continuou com o mesmo procedimento feito para os potes restantes.
| Seleção               | Pts | Pos |
| --------------------- | --- | --- |
| São Cristóvão e Neves | 779 | 25  |
| Belize                | 737 | 29  |
| Barbados              | 558 | 33  |

| Seleção         | Pts | Pos |
| --------------- | --- | --- |
| Bahamas         | 479 | 36  |
| Ilhas Caimã     | 393 | 37  |
| Turcas e Caicos | 324 | 38  |

| Seleção                  | Pts | Pos |
| ------------------------ | --- | --- |
| Ilhas Virgens Britânicas | 207 | 39  |
| Ilhas Virgens Americanas | 155 | 40  |
| Anguila                  | 150 | 41  |

## Calendário
| Fase           | Rodada           | Datas                     |
| -------------- | ---------------- | ------------------------- |
| Fase de grupos | Primeira rodada  | 4 de setembro de 2024     |
| Fase de grupos | Segunda rodada   | 7 de setembro de 2024     |
| Fase de grupos | Terceira rodada  | 10 de setembro de 2024    |
| Fase de grupos | Quarta rodada    | 9 de outubro de 2024      |
| Fase de grupos | Quinta rodada    | 12 de outubro de 2024     |
| Fase de grupos | Sexta rodada     | 15 de outubro de 2024     |
| Play-in        | Partida de Ida   | 14–15 de novembro de 2024 |
| Play-in        | Partida de Volta | 18–19 de novembro de 2024 |

## Fase de grupos
Em um esforço para reduzir as interrupções de viagens enfrentadas pelas equipes em edições anteriores, a CONCACAF decidiu que as partidas da Liga C programadas em cada data FIFA serão realizadas em um local centralizado.
Dessa forma, a Associação Nacional do segundo time mais bem classificado em cada grupo, uma vez feito o sorteio, será responsável por sediar todas as partidas do seu grupo programadas para a data FIFA de setembro. Da mesma forma, o time mais bem classificado em cada grupo, uma vez feito o sorteio, será responsável por sediar todas as partidas do seu grupo programadas para a data FIFA de outubro. Se uma Associação Nacional não puder sediar as partidas, a CONCACAF reserva-se o direito de selecionar outro local. O cronograma das partidas (incluindo os dias) foi pré determinado para fornecer tempo de descanso adequado entre as partidas.
O calendário de partidas foi confirmado pela CONCACAF em 23 de maio de 2024.

### Grupo A
| Pos | Equipe                       | Pts | J | V | E | D | GP | GC | SG  | Promovido ou classificado                           |  |     |     |     |
| --- | ---------------------------- | --- | - | - | - | - | -- | -- | --- | --------------------------------------------------- |  | --- | --- | --- |
| 1   | Barbados (H)                 | 12  | 4 | 4 | 0 | 0 | 17 | 4  | +13 | Promovido para Liga B e classificado para o Play-In |  | —   | 6–2 | 3–0 |
| 2   | Bahamas                      | 4   | 4 | 1 | 1 | 2 | 10 | 13 | −3  |                                                     |  | 2–3 | —   | 3–1 |
| 3   | Ilhas Virgens Americanas (H) | 1   | 4 | 0 | 1 | 3 | 4  | 14 | −10 |                                                     |  | 0–5 | 3–3 | —   |

| 4 de setembro de 2024 | Ilhas Virgens Americanas                      | 3 – 3     | Bahamas                                        | Bethlehem Soccer Stadium, Charlotte Amalie (Ilhas Virgens Americanas) |
| 15:00 (UTC−5)         | Henry 27' · Joseph 77' · Catone-Highfield 86' | Relatório | St. Fleur 2' (pen) · Julmis 37' · Adderley 58' | Árbitro: HON Jefferson Escobar                                        |

| 7 de setembro de 2024 | Bahamas           | 2 – 3     | Barbados                                          | Bethlehem Soccer Stadium, Charlotte Amalie (Ilhas Virgens Americanas) |
| 15:00 (UTC−5)         | Adderley 46', 66' | Relatório | Applewhite 10' · Taylor 80' · An. Applewhaite 82' | Árbitro: GUY Shavin Greene                                            |

| 10 de setembro de 2024 | Barbados                              | 3 – 0     | Ilhas Virgens Americanas | Bethlehem Soccer Stadium, Charlotte Amalie (Ilhas Virgens Americanas) |
| 15:00 (UTC−5)          | Hinkson 15' · Reid-Stephen 86', 90+3' | Relatório |                          | Árbitro: SUR Sergio Rozenhout                                         |

| 9 de outubro de 2024 | Ilhas Virgens Americanas | 0 – 5     | Barbados                                                          | Wildey Astro Turf Stadium, Bridgetown (Barbados) |
| 20:00 (UTC−4)        |                          | Relatório | Holligan 42' · Reid-Stephen 45+2' (pen), 47', 65' · Leacock 90+2' | Árbitro: HON José Valladares                     |

| 12 de outubro de 2024 | Bahamas                      | 3 – 1     | Ilhas Virgens Americanas | Wildey Astro Turf Stadium, Bridgetown (Barbados) |
| 20:00 (UTC−4)         | Adderley 13', 23' · Bain 30' | Relatório | Edgar 69'                | Árbitro: CAY Benjamin Michael Whitty             |

| 15 de outubro de 2024 | Barbados                                                                      | 6 – 2     | Bahamas                             | Wildey Astro Turf Stadium, Bridgetown (Barbados) |
| 20:00 (UTC−4)         | An Applewhite 8', 52' · Reid-Stephen 14' (pen) · Hoyte 26', 64' · Leacock 47' | Relatório | Adderley 6' · Brathwaite 43' (g.c.) | Árbitro: CAY Michael Akangou                     |

### Grupo B
| Pos | Equipe              | Pts | J | V | E | D | GP | GC | SG | Promovido ou classificado                           |     |     |     |     |
| --- | ------------------- | --- | - | - | - | - | -- | -- | -- | --------------------------------------------------- | --- | --- | --- | --- |
| 1   | Belize (H)          | 12  | 4 | 4 | 0 | 0 | 9  | 0  | +9 | Promovido para Liga B e classificado para o Play-In |     | —   | 1–0 | 3–0 |
| 2   | Anguila             | 3   | 4 | 1 | 0 | 3 | 3  | 4  | −1 |                                                     |     | 0–1 | —   | 2–0 |
| 3   | Turcas e Caicos (H) | 3   | 4 | 1 | 0 | 3 | 2  | 10 | −8 |                                                     | 0–4 | 2–1 | —   |     |

| 4 de setembro de 2024 | Anguila                    | 2 – 0     | Turcas e Caicos | TCIFA National Academy, Providenciales (Ilhas Turcas e Caicos) |
| 15:00 (UTC−4)         | Hughes 58' · Carpenter 74' | Relatório |                 | Árbitro: GUA José Fuentes                                      |

| 7 de setembro de 2024 | Turcas e Caicos | 0 – 4     | Belize                                         | TCIFA National Academy, Providenciales (Ilhas Turcas e Caicos) |
| 15:00 (UTC−4)         |                 | Relatório | Velasquez 12' · Polanco 43', 73' · Palacio 66' | Árbitro: GUY Cleon Culley                                      |

| 10 de setembro de 2024 | Belize      | 1 – 0     | Anguila | TCIFA National Academy, Providenciales (Ilhas Turcas e Caicos) |
| 15:00 (UTC−4)          | Polanco 27' | Relatório |         | Árbitro: JAM Steffon Dewar                                     |

| 9 de outubro de 2024 | Anguila | 0 – 1     | Belize        | FFB Field, Belmopan (Belize) |
| 20:00 (UTC−6)        |         | Relatório | Velasquez 56' | Árbitro: PUR Ray Torres      |

| 12 de outubro de 2024 | Turcas e Caicos                | 2 – 1     | Anguila       | FFB Field, Belmopan (Belize) |
| 20:00 (UTC−6)         | Martin 3' · Jerome 90+5' (pen) | Relatório | Carpenter 59' | Árbitro: USA Katja Koroleva  |

| 15 de outubro de 2024 | Belize                                    | 3 – 0     | Turcas e Caicos | FFB Field, Belmopan (Belize) |
| 20:00 (UTC−6)         | Polanco 28' · Hernández 40' · K.Lopez 57' | Relatório |                 | Árbitro: USA Víctor Rivas    |

### Grupo C
| Pos | Equipe                    | Pts | J | V | E | D | GP | GC | SG | Promovido ou classificado                             |  |     |     |     |
| --- | ------------------------- | --- | - | - | - | - | -- | -- | -- | ----------------------------------------------------- |  | --- | --- | --- |
| 1   | São Cristóvão e Neves (H) | 10  | 4 | 3 | 1 | 0 | 10 | 3  | +7 | Promovidos para Liga B e classificados para o Play-In |  | —   | 1–1 | 2–0 |
| 2   | Ilhas Caimã (H)           | 7   | 4 | 2 | 1 | 1 | 5  | 5  | 0  | Promovidos para Liga B e classificados para o Play-In |  | 1–4 | —   | 1–0 |
| 3   | Ilhas Virgens Britânicas  | 0   | 4 | 0 | 0 | 4 | 1  | 7  | −6 |                                                       |  | 1–3 | 0–1 | —   |

| 4 de setembro de 2024 | Ilhas Virgens Britânicas | 0 – 1     | Ilhas Caimã | Complexo Esportivo Truman Bodden, George Town (Ilhas Cayman) |
| 15:30 (UTC−5)         |                          | Relatório | Seymour 85' | Árbitro: CRC Jonathan Leitón                                 |

| 7 de setembro de 2024 | Ilhas Caimã | 1 – 4     | São Cristóvão e Neves                        | Complexo Esportivo Truman Bodden, George Town (Ilhas Cayman) |
| 15:30 (UTC−5)         | Duval 51'   | Relatório | Rogers 10' · Williams 19', 37' · Stephen 72' | Árbitro: VIN Moeth Gaymes                                    |

| 10 de setembro de 2024 | São Cristóvão e Neves | 2 – 0     | Ilhas Virgens Britânicas | Complexo Esportivo Truman Bodden, George Town (Ilhas Cayman) |
| 15:30 (UTC−5)          | Williams 11', 64'     | Relatório |                          | Árbitro: PUR Andrew Samuel                                   |

| 9 de outubro de 2024 | Ilhas Virgens Britânicas | 1 – 3     | São Cristóvão e Neves                             | Warner Park Sports Complex, Basseterre (São Cristóvão e Neves) |
| 15:30 (UTC−4)        | Javier Samuel 46'        | Relatório | Roberts 25' · Amory 37' · I.Williams 90+5' (g.c.) | Árbitro: VEN Vimarest Diaz                                     |

| 12 de outubro de 2024 | Ilhas Caimã | 1 – 0     | Ilhas Virgens Britânicas | Warner Park Sports Complex, Basseterre (São Cristóvão e Neves) |
| 15:30 (UTC−4)         | Douglas 69' | Relatório |                          | Árbitro: ARU Ricangel de Leça                                  |

| 15 de outubro de 2024 | São Cristóvão e Neves | 1 – 1     | Ilhas Caimã | Warner Park Sports Complex, Basseterre (São Cristóvão e Neves) |
| 15:30 (UTC−4)         | Campbell 90+9' (g.c.) | Relatório | Scott 61'   | Árbitro: SUR Shekiel Jokil                                     |

### Classificação dos segundos colocados
| Pos | Equipe      | Pts | J | V | E | D | GP | GC | SG | Promovido                                           |
| --- | ----------- | --- | - | - | - | - | -- | -- | -- | --------------------------------------------------- |
| 1   | Ilhas Caimã | 7   | 4 | 2 | 1 | 1 | 5  | 5  | 0  | Promovido para Liga B e Classificado para o Play-In |
| 2   | Bahamas     | 4   | 4 | 1 | 1 | 2 | 10 | 13 | −3 |                                                     |
| 3   | Anguila     | 3   | 4 | 1 | 0 | 3 | 3  | 4  | −1 |                                                     |

## Estatísticas

### Artilharia
6 gols 2
- BAH 
 Brandon Adderley
- BRB 
 Niall Reid-Stephen

4 gols (2)
- BLZ 
 Jordy Polanco
- SKN 
 Tiquanny Williams

3 gols (2)
- BRB 
 Andre Applewhaite

2 gols (4)
- AIA 
 Lamar Carpenter
- BRB 
 Omani Leacock
- BRB 
 Sheran Hoyte
- BLZ 
 Orlando Velasquez

1 gol (28)
- AIA 
 Germain Hughes
- BAH 
 Lesly St. Fleur
- BAH 
 Omari Bain
- BAH 
 Wood Julmis
- BRB 
 Carl Hinkson
- BRB 
 Ethan Taylor
- BRB 
 Hadan Holligan
- BRB 
 Zachary Applewhite
- BLZ 
 Krisean Lopez
- BLZ 
 Michael Palacio
- BLZ 
 Moisés Elías Hernández
- CAY 
 Dimetri Douglas
- CAY 
 Elijah Seymour
- CAY 
 Mason Duval
- CAY 
 Zachary Scott
- VGB 
 Kristian F. Javier Samuel
- VIR 
 Gabriel Catone-Highfield
- VIR 
 Hasani Edgar
- VIR 
 Naqwan Henry
- VIR 
Rakeem Joseph
- SKN 
 Dionis Stephen
- SKN 
 Gvaune Amory
- SKN 
 Malique Roberts
- SKN 
Kimaree Rogers
- TCA 
 Emmanuel Martin
- TCA 
 Ledson Jerome

### Gol contra
Gol contra (3)
- BRB 
Nicoli Brathwaite 
 (Contra Bahamas)
- CAY 
 Joshwa Campbell 
 (Contra São Cristóvão e Neves)
- VGB 
 Ikyjah Williams 
 (Contra São Cristóvão e Neves)